# Cnageo
Nella mitologia greca,  Cnageo  era il nome di uno dei guerrieri che si distinse in guerra combattendo al fianco dei Dioscuri. 

## Nella mitologia
Il mito viene raccontato da Pausania: Cnageo, soldato spartano, durante la guerra di Afidna venne sopraffatto e catturato. Prigioniero degli ateniesi, il suo destino fu quello di essere venduto come schiavo all'isola di Creta. Qui divenne un seguace della dea Artemide, fino a quando un giorno decise di fuggire portandosi con sé una sacerdotessa del culto e una statua della dea. In seguito fondò lui stesso un culto per la dea.